# Canal+ Calédonie
Pour le bouquet de télévision par satellite, voir Canal+ Calédonie (opérateur de télévision).
Canal+ Calédonie est une chaîne de télévision généraliste locale privée française à péage diffusée dans la collectivité territoriale de Nouvelle-Calédonie. Il s'agit en fait de la chaîne nationale payante Canal+ adaptée à la Nouvelle-Calédonie, gérée par la société Canal+ Calédonie du groupe Canal+ International, filiale de Canal+.

## Histoire de la chaîne
La société Canal+ Calédonie a été créée en décembre 1994, en même temps que commence la diffusion de Canal+ en Nouvelle-Calédonie. La chaîne n'est alors diffusée qu'en mode hertzien analogique terrestre, après avoir reçu une autorisation du CSA, avec des programmes en clair et des programmes cryptés, ceux-ci n'étant visibles que des abonnés équipés d'un décodeur. Depuis, la chaîne a suivi les programmes de la chaîne nationale, à l'exception de quelques aménagements horaires et d'une édition spéciale destinée à présenter les films sortis en salle sur le territoire. Autre particularité, contrairement à Canal+ en Métropole, la version calédonienne ne diffuse aucune publicité en dehors de la seule présentation des programmes de la chaîne. 
La « petite sœur » de Canal+ Calédonie, Canalsat Calédonie, elle aussi gérée par Canal+ Calédonie et donc par Canal+ Overseas, est créée le 15 novembre 1999. En 2005, deux des autres chaînes du « bouquet Canal+ », Canal+ Cinéma et Canal+ Sport, font leur apparition, suivies en 2008 par Canal+ Family.